# 交響曲第2番 (ラフマニノフ)
交響曲第2番ホ短調作品27（露: Симфония № 2 ми минор, op. 27 ）は、ロシアの作曲家セルゲイ・ラフマニノフが作曲した交響曲。1906年10月から1907年4月にかけて作曲され、1908年1月26日（当時ロシアで用いられていたユリウス暦では2月8日）に、ペテルブルクのマリインスキー劇場で、作曲者ラフマニノフ自身の指揮により初演された。作品は恩師のセルゲイ・タネーエフに献呈された。

## 概要

### 創作の経緯

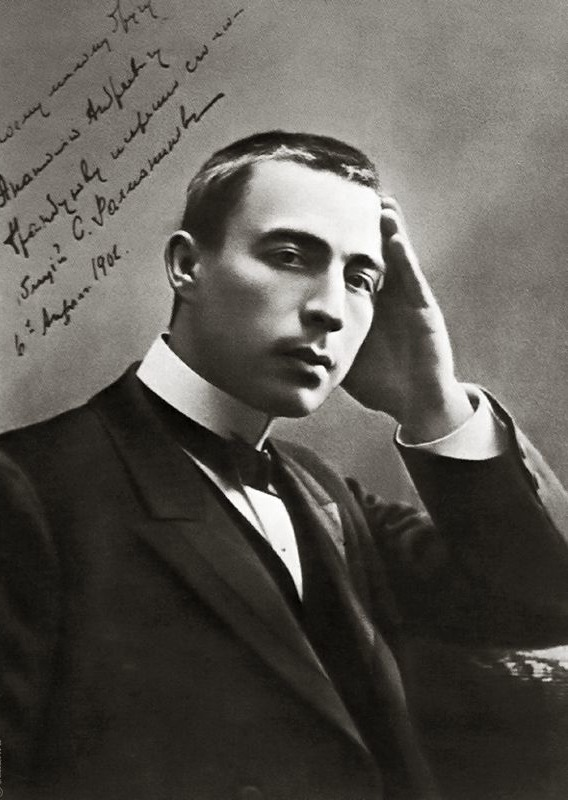
ラフマニノフ、1906年

1900年から翌年にかけて作曲された《ピアノ協奏曲第2番》は大きな成功を収め、ラフマニノフは《交響曲第1番》の初演の失敗による精神的な痛手から立ち直り、作曲家としての自信を回復することができた。1904年にはこの作品によりグリンカ賞と賞金1000ルーブルを授与された。私生活の上でも1902年にナターリヤと結婚、翌年には長女を、1907年には次女を授かった。《交響曲第2番》はこのようにラフマニノフが公私ともに充実した日々を過ごしていた時期の作品である。
1904年から翌年にかけて、ラフマニノフはボリショイ劇場における帝国歌劇場の指揮者として2期にわたる成功を収めていた。しかし彼は自分は第一に作曲家であるとの自覚から、演奏会のスケジュールに作曲の時間が奪われていると実感していた。そこでより作曲に専念できるように、またロシア国内の（後にロシア革命を招くこととなる）不穏な政治情勢に煩わされることのないように、1906年に妻と幼い娘を連れてドレスデンに移り、3年間この地に滞在した。
《交響曲第2番》は1906年10月から1907年4月にかけて、ドレスデンと夏の間だけ帰国して過ごした妻の実家の別荘地、イワノフカで作曲された。初稿にはひどく不満足であったものの、数か月の改作を経てこの作品を仕上げると1908年1月26日（ユリウス暦では2月8日）にサンクトペテルブルクにて自身の指揮で初演を行った。演奏は大成功を収め、初演から10か月後に2度目のグリンカ賞を授けられた。
320ページにのぼる自筆譜は、長らく紛失していたが2004年になって発見され、テイバー財団（the Tabor Foundation）によって所有されて大英図書館に永久貸与となっていた。その後、2014年5月20日にロンドンでサザビーズにより競売に掛けられ、120万ポンドで落札された。

### 演奏史
ドレスデン滞在中に交流のあった指揮者のアルトゥル・ニキシュは完成後すぐにこの曲を演奏することを予定していたが、突然取り止めてしまった。ラフマニノフによると作品が自分に献呈されなかったことに気分を害したためという。しかし後にはニキシュもこの曲の価値を認め、演奏するようになった。
この作品は冗長であるとして、たびたび改訂が施された。とりわけ1940年代から1950年代にかけて演奏にカット版を用いる習慣が見られた。しかしながら今日では、第1楽章呈示部の反復を省略する例はあるものの、全曲版での演奏が定着している。
現在のように全曲版が普及、定着したのはアンドレ・プレヴィンによる功績が大きい。プレヴィン自身もかつては短縮版で演奏していたが、ソビエト連邦での公演でこの曲を演奏した際にエフゲニー・ムラヴィンスキーから全曲版の存在を教えられ、それを使用するように薦められたのをきっかけに全曲版で演奏するようになったのだという。ただし、現代でも稀にカット版が演奏されることもある。

### 作品
ロシアの交響曲の伝統に従って、ドラマティックな連続体として構成されている。
動機や「旋律の絶えざる美しい流れ」の強調といったこの曲の特色は、チャイコフスキーの《交響曲第5番》やバラキレフの《交響曲第2番》といった前例に倣うものであり、ゆくゆくはプロコフィエフの《交響曲第5番》やショスタコーヴィチの《交響曲第5番》にも受け継がれるものであった。ただしラフマニノフは、この曲において主要なモチーフをチャイコフスキーのように標題的な「固定観念」としては利用しておらず、より純音楽的な循環主題として処理している。
ちなみに、ホ短調の有名な交響曲という例はこの曲のほかに、ハイドンの《第44番『哀悼』》やブラームスの《第4番》のほか、チャイコフスキーの《第5番》、ドヴォルザークの《第9番『新世界より』》、マーラーの《第7番》、シベリウスの《第1番》、ショスタコーヴィチの《第10番》といった例があるが、これらの多くはブラームスの第4番以降、19世紀終盤から20世紀に用いられるようになったもので、それ以前はハ短調やニ短調に比較して交響曲で使われることの少ない調であった。（ホ短調自体はバロック時代やハイドンの古典派時代にはしばしば用いられていた調性である。）

## 編成
ハープは含まれないが、以下のように大編成のオーケストラが起用されている。
- 木管楽器
  - フルート3（3rdはピッコロ持ち替え）、オーボエ3（3rdはイングリッシュホルン持ち替え）、クラリネット（A、B♭管）2、バスクラリネット1、ファゴット2
- 金管楽器
  - ホルン4、トランペット3、トロンボーン3、チューバ1
- 打楽器
  - ティンパニ、シンバル、大太鼓、小太鼓、グロッケンシュピール
- 弦楽器
  - 第1ヴァイオリン、第2ヴァイオリン、ヴィオラ、チェロ、コントラバス

## 楽章構成
演奏時間はカットなしで60分ほど。

### 第1楽章

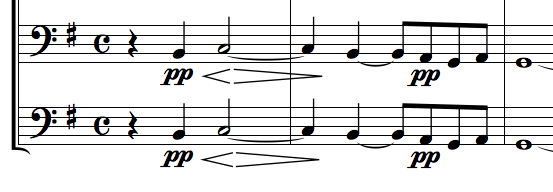
チェロとコントラバスによって呈示され、楽章全体を統一するモットー動機。

Largo - Allegro moderato　ホ短調、序奏つきのソナタ形式(提示部反復指定あり)、序奏部 4/4拍子、主部 2/2拍子。
この楽章は陰鬱な序奏から始まるが、この序奏には全曲を通じて重要な役割を果たす動機がいくつか盛り込まれている。たとえば、チェロとコントラバスが奏でるモットー動機、それに続く木管とホルンによる大らかな動機と、ヴァイオリンとヴィオラによる小刻みな動きなど。これらの動機が繰り返され、弦のピツィカートなども伴って高潮していく。高潮の過程で拍子は4/4と2/4が目まぐるしく入替り、6/4拍子のところで頂点を向える。一旦引いたところでイングリッシュホルンが冒頭の動機に基づく音型で主部への橋渡し役を務める。これに呼応するかようにヴァイオリンとヴィオラによるトレモロがあって主部に入る。ヴィオラのトレモロは主部の第1主題部でも継続され、クラリネットともどもリズムを刻んでいくことになる。この序奏は第1主題に比して異例の長さである。
アレグロ・モデラートの主部では、まずヴァイオリンによって緊張した第1主題が提示され、それが様々な楽器によって拡大されていく。可変拍子的な感覚が特に主部以降のこの楽章で目立っており、特徴的な美質のひとつとなっている。幾分テンポを速め、3連符のリズムも加わって更に発展していく。一旦、静まると続いて、木管と弦がト長調の抒情的な第2主題を柔らかく歌う。続いて序奏でのヴァイオリンの動機を基に展開的に扱われ、美しく歌われて盛上る。曲は静まり木管の導入が吹き始めると展開部へ入る。
展開部ではモットー動機が変形され、気まぐれに介入してくる。この変形された動機はヴァイオリン・ソロでまず扱われ、次いでクラリネットへと移り繰返される。金管が、序奏で木管とホルンが奏でた動機に基づいて、ファンファーレ風にそれを響かせる。テンポを落とし、モットー動機を用いて劇的なクライマックスを築く。テンポが元に戻ると再現部へと突入する。
ここでは2つの主題が再現されるが、第1主題部は展開部の続きのような扱いとなる。第2主題は型通りに再現されるが、提示部と異なりクライマックスを築く。さらには序奏でのヴァイオリンの動機を基に曲が進められていく。そしてコーダは、まず第1主題の断片を扱う。序奏での木管とホルンによる動機が変形されて演奏されるが、暗い雰囲気を持ったまま、曲はホ短調で決然と閉じられる。

### 第2楽章

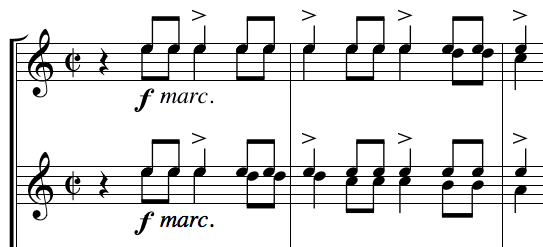
ショスタコーヴィチの先駆というべき、せわしないスケルツォ。

Allegro molto　イ短調、2/2拍子、複合三部形式のスケルツォ。
「ロシア5人組」（とりわけボロディンやバラキレフ）による交響曲の構成の前例に従って、スケルツォ楽章が緩徐楽章に先立っている。A-B(Moderato)-A-C(中間部、Molto allegro)-A-B-A-Coda(怒りの日)の構成で、《怒りの日》が楽想のベースとなっている。
冒頭の画然としたリズムに乗って、その上にグレゴリオ聖歌の《怒りの日》に由来する主要主題がホルンによって示される。この主題を中心に曲は盛り上がりをみせ、リズムを強調する金管群の絶叫にまで高まるが、やがてクラリネットのソロをきっかけにモデラートへとテンポが落ちる。モデラート部(Bの部分)ではヴァイオリンを中心に民謡風の柔和なメロディーを歌うが、それはすぐにスケルツォのリズムにかき消されてしまう。木管の短い導入を経てA部分の再現部分に戻る。この再現部分はスケルツォの提示部分と比べると変形されていて短い。弦のピッツィカートで主要主題が静かに奏でられるとスケルツォ主部が閉じられる。
突然シンバルを含めた強烈な1打で中間部が始まる。中間部(Cの部分)では曲想が大きく変わり、スケルツォ主題の要素を対位法的に処理した落ち着かない音楽となる。中間部の後半は「Meno mosso」となり、ホルンのファンファーレに乗った軽快な行進曲風の音楽となる。この部分が終わるとスケルツォ主部へ戻る為の推移句となり、その頂点に達するとスケルツォ主部へ戻る。
スケルツォ主題へと戻って、曲は再び盛り上がりをみせる。ここではスケルツォ主部が幾分変形されている。モデラート部は、ほぼそっくり再現される。コーダ前のAの部分も変形され再現される。コーダではスピードを落とし、冒頭のリズムと金管のコラールによる《怒りの日》から派生した旋律が交錯し、弱々しく楽章を閉じる（ラフマニノフは《怒りの日》のモチーフがお気に入りだったため、他にも《交響曲第3番》、《パガニーニの主題による狂詩曲》など多くの作品に共通して見出すことが出来る）。

### 第3楽章
Adagio　イ長調、4/4拍子、三部形式。

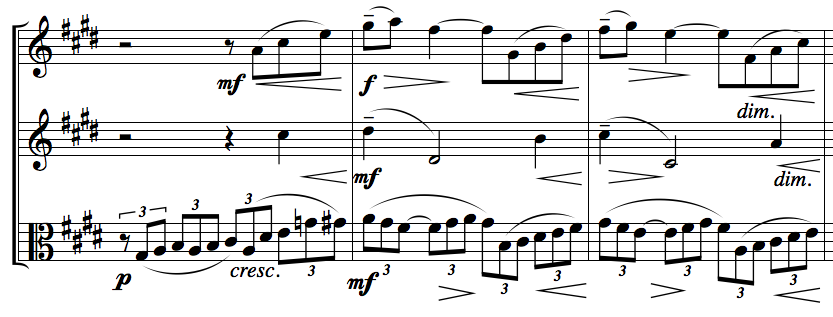
第3楽章冒頭部分。ヴィオラ・パートによる3連符で楽章の幕を開けている

全4楽章の中で最も広く知られる、ラフマニノフならではの美しい緩徐楽章である。まずヴィオラによるスラヴ風の流れるような旋律が、儚い憧れを込めるかのように歌われる。続いてクラリネットのソロによるノクターン風の長閑な旋律がこれに代わる。中間部では第1楽章冒頭の序奏に出たヴァイオリンの動機が変形され、イングリッシュホルンやオーボエのソロがさらにそれを変容させる。その後、オーケストラ全体によってこの曲の情緒面での頂点が形成され、全休止ののち、最初のテンポへと戻る。
その後は、これまでに出た3つの素材が様々な楽器のソロによって出され、次第に組み合わさりながら曲は延々と流れる。そして楽章の結末では、統一動機が原形のまま（但しこの楽章の主調で）現れて第1楽章との結びつきを再び強め、静かに閉じる。

### 第4楽章

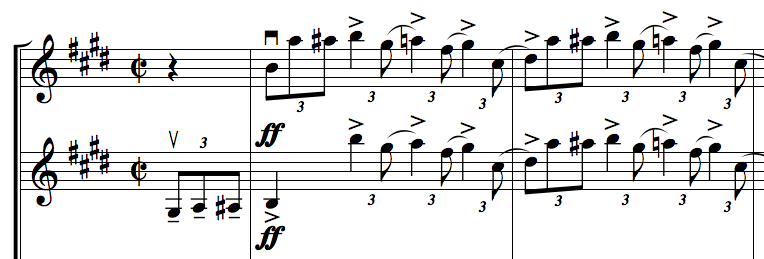
終楽章の開始部

Allegro vivace　ホ長調、2/2拍子、ソナタ形式。
ロシアの交響曲の伝統により、先行楽章の動機や主題が集約的に総括される終楽章となっている。低音楽器による短い前奏のリズムに導かれ、エネルギッシュな第1主題が提示される。管楽器による行進曲風のエピソードを挟んでこの主題が繰り返されたのち、ニ長調に転調し、力強くも甘美な第2主題が姿を現す。途中アダージョにテンポが落ちて、第1楽章冒頭の動機や、第3楽章のロマンティックな旋律がふと浮かびあがって回想されるが、すぐに元のテンポに戻る。
展開部はまず第1主題を扱うが、主題はかなり変形されている。ファゴットソロの旋律のところからは行進曲風のエピソードの主題を扱う。ティンパニーを除く打楽器群が鳴り響き、テンポが元に戻ると再現部となる。
再現部は第1主題の再現から始まるが、幾分変形されて展開的に扱われる。行進曲風のエピソードはほぼ型通りに再現される。提示部同様に再度、第1主題が再現されるが、クライマックスに向けての高揚がこの直後から始まる。この流れは一旦止まりそうになるが、すぐに再開し力強く次第に高揚していく。そして第2主題が勝利の賛歌のごとく雄大に歌われ、最高潮に達したのち、コーダへと突入する。コーダでは第1主題のリズムを中心に据えて、オーケストラ全体による強烈な和音の連打で華やかに曲を閉じる。

## 主要な音源
- 最初の録音：ニコライ・ソコロフ指揮クリーヴランド管弦楽団、1928年（モノラル、短縮版による）[10]
- ニコライ・ゴロワノフ指揮モスクワ放送交響楽団、1945年
- レオポルド・ストコフスキー指揮ハリウッド・ボウル交響楽団、1946年（全曲版録音だが一部カット）
- ディミトリ・ミトロプーロス指揮ミネアポリス交響楽団、1947年（モノラル、短縮版）
- クルト・ザンデルリング指揮レニングラード・フィルハーモニー管弦楽団、1956年（モノラル、短縮版）
- ユージン・オーマンディ指揮フィラデルフィア管弦楽団、1959年（ステレオ、短縮版）
- アンドレ・プレヴィン指揮ロンドン交響楽団、1973年（完全全曲録音）
- ユージン・オーマンディ指揮フィラデルフィア管弦楽団、1973年（完全全曲録音）
- ユーリ・テミルカーノフ指揮ロイヤル・フィルハーモニー管弦楽団、1978年（完全全曲録音）
- ウラジミール・アシュケナージ指揮アムステルダム・コンセルトヘボウ管弦楽団、1981年（デジタル録音、完全全曲録音、第1楽章提示部の反復なし）
- ロリン・マゼール指揮ベルリン・フィルハーモニー管弦楽団、1982年（デジタル、完全全曲録音）
- サイモン・ラトル指揮ロサンジェルス・フィルハーモニー管弦楽団、1984年（完全全曲録音）
- ドミトリー・キタエンコ指揮モスクワ・フィルハーモニー管弦楽団、1985年（完全全曲録音だが第1楽章呈示部の反復を割愛）
- エフゲニー・スヴェトラーノフ指揮ロシア国立交響楽団、1985年（ライヴ録音、完全全曲録音）
- クルト・ザンデルリング指揮フィルハーモニア管弦楽団、1989年（全曲録音だが第1楽章、第3楽章、最終楽章の一部にカットあり、デジタル録音）
- ゲンナジー・ロジェストヴェンスキー指揮ロンドン交響楽団、1989年（デジタル録音、完全全曲録音）
- セミヨン・ビシュコフ指揮パリ管弦楽団、1991年（デジタル録音、完全全曲録音）
- デイヴィッド・ジンマン指揮ボルティモア交響楽団、1992年（デジタル録音、完全全曲録音。第1楽章提示部の反復なし）
- 尾高忠明指揮BBCウェールズ交響楽団（デジタル録音、完全全曲録音）
- ミハイル・プレトニョフ指揮ロシア・ナショナル管弦楽団、1993年（デジタル録音、完全全曲録音）
- ヴァレリー・ゲルギエフ指揮キーロフ歌劇場管弦楽団、1994年（デジタル録音、完全全曲録音）
- マリス・ヤンソンス指揮サンクトペテルブルク・フィルハーモニー管弦楽団、1994年（デジタル録音、完全全曲録音）
- エフゲニー・スヴェトラーノフ指揮NHK交響楽団、2000年（ライヴ録音、完全全曲録音）
- ホセ・クーラ指揮シンフォニア・ヴァルソヴィア、2001年（デジタル録音、完全全曲録音）
- ウラジミール・アシュケナージ指揮シドニー交響楽団、2007年（デジタルDSD録音:セッション＆ライブ、完全全曲録音、再録音）

## ピアノ協奏曲への編曲

### 編曲の経緯
《交響曲第2番》はその甘美なメロディーや構成からラフマニノフの代表作として現在認知されているが、ピーター・ファン・ヴィンケルというオランダのレコーディング・プロデューサーが大胆にもこの楽曲を基にピアノ協奏曲にアレンジしようと思い立ち、これを作曲家・アレクサンダー・ヴァレンベルクに依頼した。依頼を受けたヴァレンベルクは一旦は断ったものの、最終的にはアレンジを施し、オーケストラの中の主旋律の部分をピアノ独奏としてアレンジした。さらに、独自にカデンツァなども挿入するとともに、協奏曲らしく3楽章に再構成を行った。
こうして出来た楽曲を「ピアノ協奏曲 "第5番"」として、2007年に「世界初」録音を行った（指揮：テオドレ・クチャル、ピアノ独奏：ヴォルフラム・シュミット＝レオナルディ、管弦楽：ヤナーチェク・フィルハーモニー管弦楽団）。このCDはブリリアント社から発売されている。楽曲の編曲に関しては、作曲者の権利団体、及びセルゲイの孫であるアレクサンドル・ラフマニノフの許可を得ているという。
後にこの楽曲は原曲、及びピアノ協奏曲（さらに全てのラフマニノフ作品の版権を持つ）の出版元であるブージー・アンド・ホークス社から「Piano concerto "No.5"」として出版された。さらに2008年11月21日にはパリで世界初演が行われた。

### 楽曲構成
- 第1楽章：Largo - Allegro moderato
- 第2楽章：Adagio - Molto allegro
- 第3楽章：Allegro vivace

原曲の1、3、4楽章を基に編曲・再構成している。原曲の2楽章については大部分が省略され、中間部のみが「協奏曲」の2楽章に挿入されるのみである。

## その他の使用例
- アメリカの歌手エリック・カルメンは1976年にこの曲を元に「恋にノータッチ」（Never Gonna Fall In Love Again）を制作した。
- 1994年の日本のテレビドラマ『妹よ』の中で唐沢寿明の演じる青年、高木雅史の愛好する曲として使用された。
- コカコーラの缶コーヒーの『ジョージア』シリーズの一つ、「ヨーロッパブレンド」のTVCMにマンドリン演奏に編曲されたこの曲の第3楽章が使用された。
- 2007年の日本のテレビドラマ『わたしたちの教科書』で挿入曲として使用された。
- 日本の歌手平原綾香は2010年に第3楽章をモチーフとして、「adagio」（アルバム『my Classics 2』に収録）を制作している。
- 日本の作曲家冨田勲は2012年11月に初演された『イーハトーヴ交響曲』の中に、この曲の第3楽章の一部を編曲したものを取り入れている。
- SBC信越放送は『信毎ニュース』のテーマ曲に、この曲の第2楽章の一部を使用していた。